# Pons van Toulouse
Pons van Toulouse (voor 998 – Toulouse, 1060) was een zoon van Willem III van Toulouse en diens tweede echtgenote Emma van Provence. Pons volgde in 1037 zijn vader op als graaf van Toulouse, markgraaf van Provence en Septimanië, en leenheer van Albi, Querzy, Rouergue en Rodez. Hij gaf zijn vrouw een groot eigenbezit. In 1038 verdeelde hij het bisdom Albi met andere edelen. Pons volgde de politiek van zijn voorgangers en bood weerstand tegen Poitou-Aquitanië, Barcelona en Provence. Pons werd in 1047 paltsgraaf en in 1053 diende hij hevige strijd te voeren tegen Auvergne om het erfdeel Rouergue te behouden. Pons is begraven in de basiliek van Saint Sernin te Toulouse.
Pons was gehuwd met Mayor, zij kregen een zoon: Pons († 1063).
In zijn tweede huwelijk trouwde Pons met Almodis van La Marche, dochter van graaf Bernard, de verstoten vrouw van Hugo V van Lusignan (wegens bloedverwantschap). Zij kregen de volgende kinderen:
- Willem IV
- Raymond IV
- Hugo, abt van Cluny en (1066) van Saint-Gilles te Nîmes.
- Almodis, gehuwd met graaf Peter van Merguel

Almodis werd 1053/1054 ontvoerd door Raymond Berengarius I van Barcelona met hulp van de emir van Tortosa. Pons heeft haar rond deze tijd verstoten maar het is niet duidelijk of dat voor of na de ontvoering was. Het is ook niet duidelijk of de ontvoering wel of niet tegen de wil van Almodis was. Ze trouwde in ieder geval met Ramon en het paar werd daarom door de paus geëxcommuniceerd, wat in 1056 weer werd opgeheven.
Almodis en Ramon kregen een tweeling: Raymond Berengarius II van Barcelona en Berengarius Raymond II van Barcelona. 
In 1071 werd Almodis door haar stiefzoon Pedro Ramon vermoord. Ze werd begraven in de kathedraal van Barcelona. Pedro Ramon vluchtte en werd onterfd. 
De tweeling erfden gezamenlijk het graafschap Barcelona en bestuurde het ook samen, totdat Berenguar Ramon zijn broer in 1082 tijdens de jacht vermoordde en daarna alleen regeerde.

## Voorouders
| Voorouders van Pons van Toulouse (998-1060) | Voorouders van Pons van Toulouse (998-1060)                           | Voorouders van Pons van Toulouse (998-1060)                           | Voorouders van Pons van Toulouse (998-1060)                           | Voorouders van Pons van Toulouse (998-1060)                           | Voorouders van Pons van Toulouse (998-1060)                           | Voorouders van Pons van Toulouse (998-1060)                           | Voorouders van Pons van Toulouse (998-1060)                           | Voorouders van Pons van Toulouse (998-1060)                           |
| ------------------------------------------- | --------------------------------------------------------------------- | --------------------------------------------------------------------- | --------------------------------------------------------------------- | --------------------------------------------------------------------- | --------------------------------------------------------------------- | --------------------------------------------------------------------- | --------------------------------------------------------------------- | --------------------------------------------------------------------- |
| Overgrootouders                             | Raymond (IV) van Toulouse (930-972) ∞ Gundilindis (-)                 | Raymond (IV) van Toulouse (930-972) ∞ Gundilindis (-)                 | Fulco II van Anjou (909-958) ∞ Gerberga van Orléans (~920 – voor 952) | Fulco II van Anjou (909-958) ∞ Gerberga van Orléans (~920 – voor 952) | Rotbold II van Provence (~940-1008) ∞ Emilde van Gévaudun (-)         | Rotbold II van Provence (~940-1008) ∞ Emilde van Gévaudun (-)         | ? (-) ∞ ? (-)                                                         | ? (-) ∞ ? (-)                                                         |
| Grootouders                                 | Raymond (V) van Toulouse (950-975) ∞ Adelheid van Anjou (~947-1026)   | Raymond (V) van Toulouse (950-975) ∞ Adelheid van Anjou (~947-1026)   | Raymond (V) van Toulouse (950-975) ∞ Adelheid van Anjou (~947-1026)   | Raymond (V) van Toulouse (950-975) ∞ Adelheid van Anjou (~947-1026)   | Rotbold III van Provence (-1015) ∞ Ermengard (-)                      | Rotbold III van Provence (-1015) ∞ Ermengard (-)                      | Rotbold III van Provence (-1015) ∞ Ermengard (-)                      | Rotbold III van Provence (-1015) ∞ Ermengard (-)                      |
| Ouders                                      | Willem III van Toulouse (969-1037) ∞ Emma van Provence (~975-na 1063) | Willem III van Toulouse (969-1037) ∞ Emma van Provence (~975-na 1063) | Willem III van Toulouse (969-1037) ∞ Emma van Provence (~975-na 1063) | Willem III van Toulouse (969-1037) ∞ Emma van Provence (~975-na 1063) | Willem III van Toulouse (969-1037) ∞ Emma van Provence (~975-na 1063) | Willem III van Toulouse (969-1037) ∞ Emma van Provence (~975-na 1063) | Willem III van Toulouse (969-1037) ∞ Emma van Provence (~975-na 1063) | Willem III van Toulouse (969-1037) ∞ Emma van Provence (~975-na 1063) |